# سكة طويلة
سكة طويلة (بالإنجليزية: Route 10) وهو فيلم أكشن سعودي إنتاج عام 2022. يحكي الفيلم قصة ناصر ومريم يحاولان الذهاب إلى أبيهم في مدينة أبو ظبي، وتصادفهم أحداث غريبة. استحوذت شركة «فرونت رو فيلمد إنترتينمنت» الموزعة في الشرق الأوسط وشمال أفريقيا على حقوق التوزيع الإقليمية للفيلم.

## القصة
تبدأ القصة التي يفشل كل من مريم وناصر في الحصول على تذاكر طيران للعاصمة الإماراتية أبو ظبي مما يضطر الثنائي للسفر من خلال السيارة بواسطة طريق رقم 10 أطول طريق مستقيم، لكن يصدم الثنائي بأن هناك شخص يسير خلفهما بسيارته ويبدأ في مطاردتهما ومحاولة تحطيم السيارة التي تقلهما.

## طاقم التمثيل
- براء عالم (ناصر)
- فاطمة البنوي (مريم)
- عبدالمحسن النمر (محمد)
- راكان النغيمشي (ضابط شرطة)

## روابط خارجية
- سكة طويلة على موقع IMDb (الإنجليزية)
- سكة طويلة على موقع روتن توميتوز (الإنجليزية)
- سكة طويلة على موقع قاعدة بيانات الأفلام العربية
- سكة طويلة على موقع ألو سيني (الفرنسية)
- سكة طويلة على موقع أول موفي (الإنجليزية)
- سكة طويلة على موقع فيلمافينيتي (الإسبانية)
- سكة طويلة على موقع قاعدة بيانات الفيلم (الإنجليزية)
- سكة طويلة على موقع ليتربوكسد (الإنجليزية)